# Championnat d'Australie de football 2006-2007
Navigation
Saison précédente Saison suivante
La saison 2006-2007 du Championnat d'Australie de football est la 31e édition du championnat de première division en Australie et la 2e édition sous l'appellation A-League. 
La A-League regroupe sept clubs du pays (plus une formation néo-zélandaise, les New Zealand Knights FC) au sein d'une poule unique, où ils s'affrontent trois fois au cours de la saison. À la fin de la compétition, les quatre premiers du classement disputent la phase finale pour le titre. Le championnat fonctionne avec un système de franchises, comme en Nouvelle-Zélande ou en Major League Soccer ; il n'y a donc ni promotion, ni relégation en fin de saison.
Après avoir terminé la saison régulière en haut du classement, c'est le club de Melbourne Victory qui remporte la compétition après avoir battu lors de la finale nationale le club d'Adelaide United FC. C'est le tout premier titre de champion d'Australie de l'histoire du club. Melbourne Victory se qualifie du même coup pour la prochaine Ligue des champions de l'AFC 2008, tout comme Adelaide United FC, finaliste malheureux et qui avait terminé à la 2e place du classement à l'issue de la saison régulière.

## Les 8 clubs participants
| Club                   | Ville     | État                   | Entraîneur            | Stade                               | Capacité      |
| ---------------------- | --------- | ---------------------- | --------------------- | ----------------------------------- | ------------- |
| Adélaïde United        | Adélaïde  | Australie-Méridionale  | John Kosmina          | Hindmarsh Stadium                   | 17 000        |
| Central Coast Mariners | Gosford   | Nouvelle-Galles du Sud | Lawrie McKinna        | Central Coast Stadium               | 20 119        |
| Melbourne Victory      | Melbourne | Victoria               | Ernie Merrick         | Olympic Park Stadium Etihad Stadium | 18 500 53 359 |
| New Zealand Knights    | Auckland  | Nouvelle-Zélande       | Paul Nevin            | North Harbour Stadium               | 25 000        |
| Newcastle United Jets  | Newcastle | Nouvelle-Galles du Sud | Nick Theodorakopoulos | EnergyAustralia Stadium             | 26 164        |
| Perth Glory            | Perth     | Australie-Occidentale  | Ron Smith             | Perth Oval                          | 20 500        |
| Queensland Roar        | Brisbane  | Queensland             | Frank Farina          | Suncorp Stadium                     | 52 500        |
| Sydney FC              | Sydney    | Nouvelle-Galles du Sud | Terry Butcher         | Sydney Football Stadium             | 45 500        |

## Compétition

### Première phase
Le barème utilisé pour établir le classement est le suivant :
- Victoire : 3 points
- Match nul : 1 point
- Défaite : 0 point

| Rang | Équipe                 | Pts | J  | G  | N | P  | Bp | Bc | Diff |
| ---- | ---------------------- | --- | -- | -- | - | -- | -- | -- | ---- |
| 1    | Melbourne Victory      | 45  | 21 | 14 | 3 | 4  | 41 | 20 | +21  |
| 2    | Adélaïde United        | 33  | 21 | 10 | 3 | 8  | 32 | 27 | +5   |
| 3    | Newcastle United Jets  | 30  | 21 | 8  | 6 | 7  | 32 | 30 | +2   |
| 4    | Sydney FC 'T' -3       | 29  | 21 | 8  | 8 | 5  | 29 | 19 | +10  |
| 5    | Queensland Roar        | 29  | 21 | 8  | 5 | 8  | 25 | 27 | -2   |
| 6    | Central Coast Mariners | 24  | 21 | 6  | 6 | 9  | 22 | 26 | -4   |
| 7    | Perth Glory            | 20  | 21 | 5  | 5 | 11 | 24 | 30 | -6   |
| 8    | New Zealand Knights    | 19  | 21 | 5  | 4 | 12 | 13 | 39 | -26  |

|  | Qualification pour la Ligue des champions 2008 et la phase finale |
|  | Qualification pour la phase finale                                |
|  | T : Tenant du titre                                               |

- Sydney FC reçoit une pénalité de trois points pour avoir enfreint la règle du salary cap (plafond salarial).

### Phase finale

#### Premier tour
| Équipe 1                 | Résultat | Équipe 2           | Aller | Retour |
| ------------------------ | -------- | ------------------ | ----- | ------ |
| Melbourne Victory        | 2 - 1    | Adelaide United FC | 0 - 0 | 2 - 1  |
| Newcastle United Jets FC | 3 - 2    | Sydney FC T        | 1 - 2 | 2 - 0  |

#### Demi-finales
| Équipe 1            | Résultat      | Équipe 2                 |
| ------------------- | ------------- | ------------------------ |
| Adelaide United tab | 1 - 1 4-3 tab | Newcastle United Jets FC |

#### Finale
| Équipe 1          | Résultat | Équipe 2           |
| ----------------- | -------- | ------------------ |
| Melbourne Victory | 6 - 0    | Adelaide United FC |

## Bilan de la saison
| Championnat d'Australie de football 2006-2007                        |                               |
| Champion                                                             | Melbourne Victory (1er titre) |
| Qualifications continentales                                         |                               |
| Ligue des champions de l'AFC 2008                                    | Melbourne Victory             |
| Ligue des champions de l'AFC 2008                                    | Adelaide United FC            |
| Promotions et relégations                                            |                               |
| Promus en Championnat d'Australie de football                        | Aucun                         |
| Relégués en Championnat d'Australie de football de deuxième division | Aucun                         |

## Statistiques

### Meilleurs buteurs
| Rang | Buteurs         | Clubs                                  | Nb de Buts |
| ---- | --------------- | -------------------------------------- | ---------- |
| 1    | Daniel Allsopp  | Melbourne Victory                      | 11         |
| 2    | Archie Thompson | Melbourne Victory                      | 10         |
| 3    | Damian Mori     | Central Coast Mariners Queensland Roar | 8          |
| 3    | Mark Bridge     | Newcastle United Jets                  | 8          |
| 4    | Adam Kwasnik    | Central Coast Mariners                 | 7          |
| 4    | Jamie Harnwell  | Perth Glory                            | 7          |

### Meilleurs passeurs
| Rang | Joueurs         | Club                  | Passes |
| ---- | --------------- | --------------------- | ------ |
| 1    | Fred            | Melbourne Victory     | 9      |
| 1    | Leo Bertos      | Perth Glory           | 9      |
| 2    | Jason Spagnuolo | Adélaïde United       | 7      |
| 3    | Matt Thompson   | Newcastle United Jets | 6      |
| 3    | Nick Carle      | Newcastle United Jets | 6      |
| 4    | Archie Thompson | Melbourne Victory     | 5      |

### Meilleurs joueur, espoir, gardien et entraîneur
| Meilleur joueur | Meilleur joueur       | Meilleur espoir | Meilleur espoir   | Meilleur gardien   | Meilleur gardien  | Meilleur entraîneur | Meilleur entraîneur |
| --------------- | --------------------- | --------------- | ----------------- | ------------------ | ----------------- | ------------------- | ------------------- |
| Nick Carle      | Newcastle United Jets | Adrian Leijer   | Melbourne Victory | Michael Theoklitos | Melbourne Victory | Ernie Merrick       | Melbourne Victory   |